# 有匪
《有匪》，晋江文学城作者priest于2015年11月到2016年5月连载完成的网络武侠小说。2016年11月起由湖南文艺出版社出版，共4册，2017年10月推出全集。2018年1月，版权方宣布，筹备《有匪》改编电视剧的相关事宜。

## 评价
2017年11月5日获得浙江省作协、宁波市文联、慈溪市委宣传部联合主办的第二届网络文学双年奖铜奖。第二届网络文学双年奖组委会给予这部小说的评语为：
这部作品充分发挥了作者驾驭宏大历史题材的能力，纵向上延续武侠小说类型的经典脉络，横向上与女性向网文相互连接，在旧的类型传统中，开辟了新的可能性。小说格局宏大、节奏沉稳、语言凝练，人物细腻可感、情感微妙动人，是当代网络武侠小说难得的佳作。

## 电视剧
- 有翡